# Cnemidocarpa tribranchiata
Cnemidocarpa tribranchiata är en sjöpungsart som beskrevs av Kott 1992. Cnemidocarpa tribranchiata ingår i släktet Cnemidocarpa och familjen Styelidae. Inga underarter finns listade i Catalogue of Life.